# OSS 117 : Rio ne répond plus
OSS 117 : Rio ne répond plus (gestileerd als OSS 117: Rio ne répond plus ... ), is een Franse spionagekomedie uit 2009, geregisseerd en mede geschreven door Michel Hazanavicius. Het is een vervolg op Hazanavicius' OSS 117 : Le Caire, nid d'espions en ziet Jean Dujardin zijn rol als Franse geheimagent Hubert Bonisseur de La Bath / OSS 117 hernemen. Rio ne répond plus speelt zich af in 1967 en ziet OSS 117 naar Brazilië uitgestuurd worden om een microfilmlijst van Franse nazi-sympathisanten op te halen, om vervolgens onbewust opnieuw voet aan de grond te krijgen in een grotere internationale intrige.
Net als de eerste film is Rio ne répond plus gebaseerd op het OSS 117-personage uit de romans van Jean Bruce, maar fungeert het eerder als een parodie dan als een getrouwe bewerking. De titel vertaalt zich letterlijk als "OSS 117 : Rio reageert niet meer", een verwijzing naar de film uit 1932 F.P.1 antwortet nicht.

## Verhaal
De film begint met een skichalet-feest in Gstaad, waar Hubert Bonisseur de La Bath, alias OSS 117, een Chinese gravin vermaakt. De partij wordt aangevallen door Rode Chinese schutters die voor meneer Lee werken en iedereen behalve Hubert en de gravin wordt gedood, waarbij Hubert per ongeluk enkele van zijn eigen gasten vermoordt. Bij zijn terugkeer naar het hoofdkantoor van SDECE krijgt Hubert de opdracht om een chantagebetaling van 50.000 nieuwe Franse frank te overhandigen aan professor Von Zimmel, een nazi die naar Zuid-Amerika is ontsnapt en een microfilmlijst heeft van Franse nazi- sympathisanten.
Eenmaal in Rio, wordt Hubert aangevallen op verschillende momenten door familieleden van mijnheer Lee's gewapende mannen, ontmoet een vuilbekkende Amerikaanse Felix Leiter-type CIA-agent Bill Enorme, de femme fatale Carlotta, Professor Von Zimmel's luchador handhavers en uiteindelijk Mossad agenten met als doel Professor Von Zimmel naar Israël te brengen voor berechting. OSS 117 werkt samen met Dolorès Koulechov, een prachtige kolonel van het Israëlische leger om Von Zimmel naar Israël te brengen op de zelfde wijze als Adolf Eichmann. Hun aanwijzing voor Von Zimmel is zijn zoon die nu een hippie is.
Doorheen de film heeft de hoofdpersonage twee romantische interesses. De eerste is een mysterieuze schoonheid Carlotta (Reem Kherici). De tweede is de Israëlische legerofficier, Dolorès Koulechov, die het grootste deel van de film verbitterd op OSS 117's vrouwonvriendelijk, racistische, koloniale tendensen en heeft geen interesse in de hoofdpersonage maar valt voor hem op het einde. Op de vraag van de La Bath waarom Koulechov niet van de dictatoriale Braziliaanse militaire regering van die tijd houdt, noemt ze de voorbeelden van totalitarisme die de verbaasde De La Bath hetzelfde vindt als het Frankrijk van Charles de Gaulle.
Gedurende de film wordt de La Bath gedwongen om met hippies om te gaan, seksualiteit te onderzoeken, genderrollen in verschillende geloofssystemen en zijn persoonlijke overtuigingen over de samenleving en vooroordelen.

## Rolverdeling

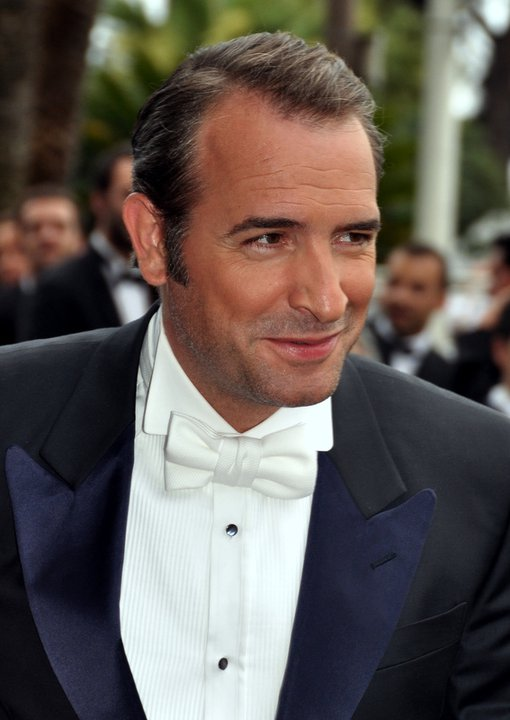
Jean Dujardin, die de hoofdpersonage van de serie speelt, Hubert Bonisseur de La Bath

- Jean Dujardin als Hubert Bonisseur de La Bath, alias OSS 117
- Louise Monot als Dolorès Koulechov
- Rüdiger Vogler als professor Von Zimmel
- Alex Lutz als Heinrich
- Reem Kherici als Carlotta
- Pierre Bellemare als Lesignac
- Serge Hazanavicius als Staman
- Laurent Capelluto als Kutner

## Achtergrond
De film is een vervolg op de originele OSS 117 : Le Caire, nid d'espions, uitgebracht in 2006. Het trok 260.000 kijkers meer dan de opening van OSS 117 : Le Caire, nid d'espions. Het enige terugkerende personage is Lesignac, de superieur van de La Bath. Hoewel Lesignac in de eerste film werd gespeeld door Claude Brosset, werd het personage vanwege zijn dood gespeeld door Pierre Bellemare.

## Parodie
De film is een voortzetting van de OSS 117-serie Eurospy- films uit de jaren vijftig en zestig van de 20ste eeuw, die op hun beurt waren gebaseerd op een reeks romans van Jean Bruce, een productieve Franse populaire schrijver. De hoofdpersoon in de OSS 117-serie is een geheimagent van de SDECE, Hubert Bonisseur de La Bath, ook bekend onder zijn codenaam OSS 117. Het personage wordt gespeeld door Jean Dujardin.
In plaats van het genre serieus te nemen, parodieert de film de originele André Hunebelle OSS 117-serie en andere conventionele spionage- en Eurospy- films zoals Se Tutte le Donne del Mondo met zijn sequentie bovenop het standbeeld van Christus de Verlosser, en het meest opvallend de vroege James Bond- series tot aan de cinematografie, art direction en kostuums van de jaren 60 en 70 van de 20ste eeuw. Rijscènes worden bijvoorbeeld allemaal gefilmd met duidelijke doorzichtprojectie en camerabewegingen zijn eenvoudig, en vermijden de driedimensionale Steadycam- en kraanbewegingen die tegenwoordig gemakkelijk kunnen worden uitgevoerd. Ook wordt de toen populaire, innovatieve multidynamische beeldtechniek gebruikt, waarbij verschillende panelen met gedeeltelijke en volledige herhaling van beelden worden weergegeven (in de inleidende scène met Dolorès Koulechov). De film is ook een parodie op Alfred Hitchcocks Vertigo en North by Northwest met de kleding van De La Bath geïnspireerd door Harper en het decormeubilair geïnspireerd op de Matt Helm- films van Dean Martin.
De film begint en eindigt met nummers van Dean Martin en hergebruikt beelden van The Greatest Show on Earth (1952) en Furia à Bahia pour OSS 117 (1965).